# Füzesabony
Füzesabony är en mindre stad med 7 360 invånare (2019) i provinsen Heves i Ungern.

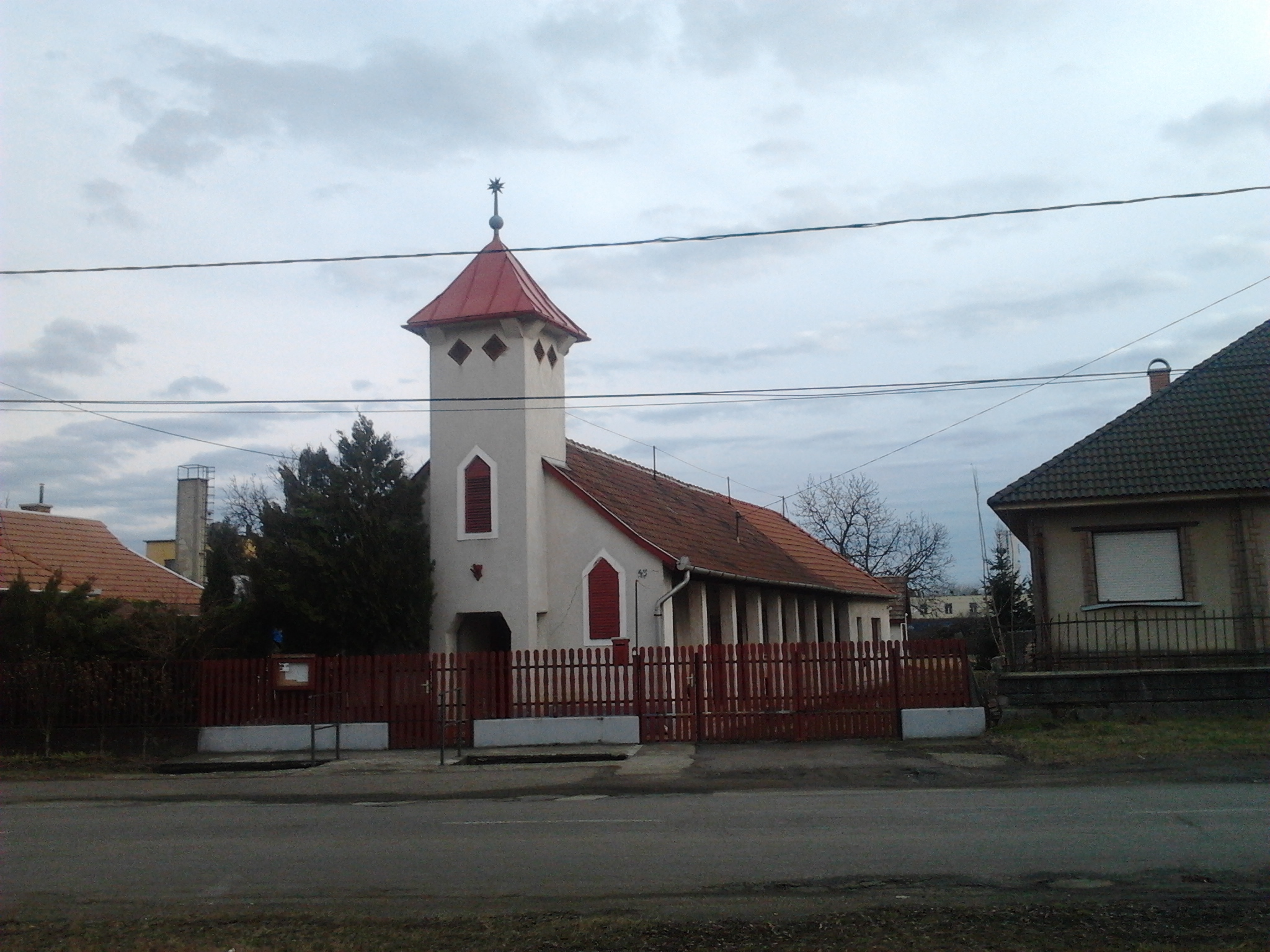
Reformerta kyrkan.